# Велень (Метеш, Алба)
Велень, Велені (рум. Văleni) — село у повіті Алба в Румунії. Входить до складу комуни Метеш.
Село розташоване на відстані 278 км на північний захід від Бухареста, 11 км на захід від Алба-Юлії, 77 км на південь від Клуж-Напоки.

## Населення
За даними перепису населення 2002 року у селі проживали 284 особи, усі — румуни. Усі жителі села рідною мовою назвали румунську.